# Satoshi Yoneyama
Satoshi Yoneyama (米山 智?, Yoneyama Satoshi; Prefettura di Kanagawa, 27 giugno 1974) è un ex calciatore giapponese, di ruolo centrocampista.

## Carriera
Durante la sua militanza con il Yokohama Flügels Yoneyama vince la Coppa dell'Imperatore 1993, la Coppa delle Coppe dell'AFC 1994-1995 e la Supercoppa d'Asia 1995.
Nel 1999 si trasferisce in Germania per giocare nel Baunatal, società militante nel quarto livello tedesco.
Nel 2001 torna in patria per giocare nel Sagawa Kyubin.

## Palmarès

### Club

#### Competizioni nazionali
- Coppa dell'Imperatore: 1

Yokohama Flügels: 1993

#### Competizioni internazionali
- Coppa delle Coppe dell'AFC: 1

Yokohama Flügels: 1994-1995
- Supercoppa d'Asia: 1

Yokohama Flügels: 1995